# Harold Kroto
Sir Harold Walter Kroto (születési nevén Harold Walter Krotoschiner, Wisbech, 1939. október 7. – Lewes, 2016. április 30.) brit kémikus. Harry Kroto néven is ismert. 1996-ban kémiai Nobel-díjjal tüntették ki, Richard Smalley-vel és Robert Curllel megosztva, „a fullerének felfedezéséért”.

## Életrajz
Kroto az cambridgeshire-i Wisbechben született Edith és Heinz Krotoschiner gyermekeként, neve sziléziai eredetű. Édesapja családja a lengyelországi Bojanowóból, míg édesanyja Berlinből származott. Mindkét szülője Berlinben született, és az 1930-as években menekültek Nagy-Britanniába a náci Németország elől, ugyanis apja zsidó volt. Harry Boltonban nevelkedett, míg apját a brit hatóságok a második világháború alatt ellenséges idegenként a Man-szigetre internálták. Harold a Bolton Schoolban végezte tanulmányait. Harold apja 1955-ben a családnevet Krotóra rövidítette.

## Fordítás
- Ez a szócikk részben vagy egészben  a   Harold Kroto című angol Wikipédia-szócikk ezen változatának fordításán alapul.  Az eredeti cikk szerkesztőit annak laptörténete sorolja fel. Ez a jelzés csupán a megfogalmazás eredetét és a szerzői jogokat jelzi, nem szolgál a cikkben szereplő információk forrásmegjelöléseként.